# 157e régiment d'artillerie
Le 157e régiment d'artillerie est une unité de l'armée française. Reprenant les traditions du 7e régiment d'artillerie à pied, il a participé à la Seconde Guerre mondiale.

## Création et différentes dénominations
- 1er août 1919 : création

## Chefs de corps

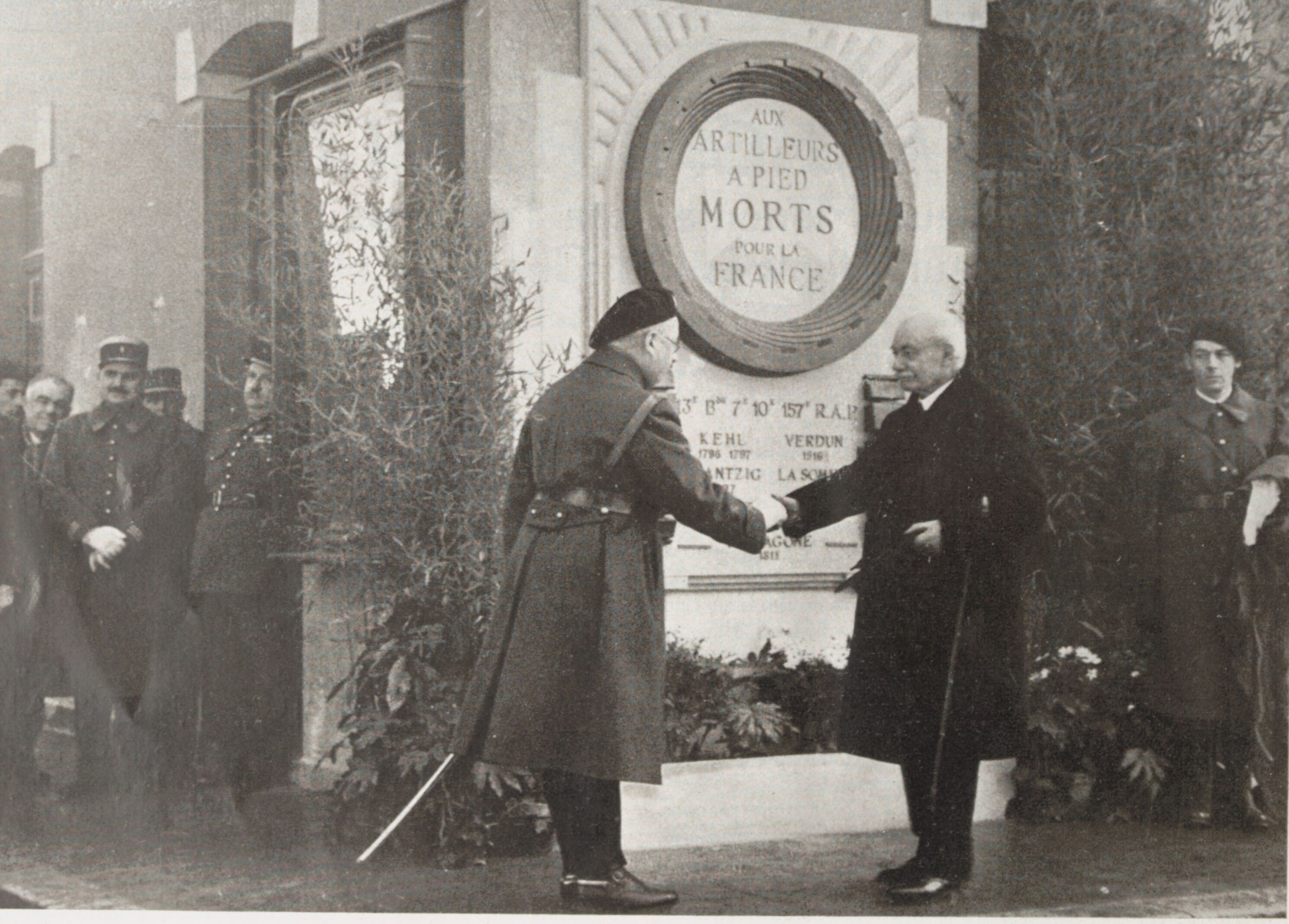
Le colonel Magnien, commandant le RAP (au centre en béret), reçoit la garde du monument aux morts de l'artillerie à pied de Nice, le 3/2/1935.

Le régiment a été commandé par les officiers suivants :
- août 1919 - 1921 : colonel Noguès
- décembre 1921 - 1923 : colonel Bourrette
- juin 1923 - 1926 : colonel Saramito
- août 1926 - 1927 : colonel Pompé
- novembre 1927 - 1930 : colonel Darbost
- janvier 1930 - 1932 : colonel Brudi
- avril 1932 - 1934 : colonel Périer
- août 1934 - 1937 : colonel Magnien (sl)
- décembre 1937 - 1939 : colonel Chabrol
- août 1939 - 1940 : lieutenant-colonel Charmasson

## Historique des opérations et garnisons du régiment

### Avant-guerre (1919-1939)

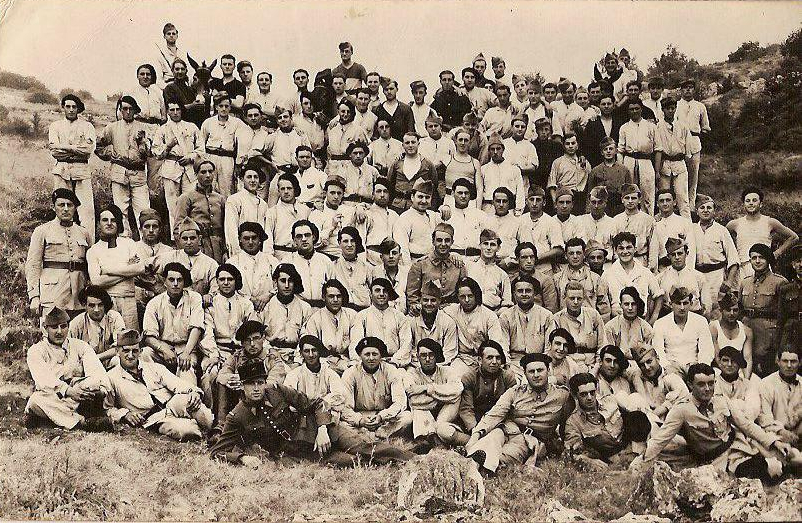
Artilleurs d'une des batteries du au Mont Agel, à une date inconnue (entre 1935 et 1939).

Le 157e régiment d'artillerie à pied (157e RAP) est créé à Nice le 1er août 1919 à partir du dépôt du 7e régiment d'artillerie à pied mais aussi du 178e régiment d'artillerie de tranchées et du 154e régiment d'artillerie à pied.
En 1929, le régiment est formé de trois groupes, dont un de DCA, auxquels s'ajoutent en 1933 deux autres groupes, dont un de DCA issu du 363e RAP. Les deux groupes de DCA repassent au 363e RAP en 1935.
Le régiment reçoit le 29 octobre 1933 la garde des drapeaux du 7e et du 10e régiment d'artillerie à pied. Les artilleurs du régiment portent la tarte des troupes de montagne à partir de 1934. En 1936, le régiment est affecté au secteur fortifié des Alpes maritimes dans la ligne Maginot des Alpes. En 1938, il est renommé 157e régiment d'artillerie de position (157e RAP).

### Après la mobilisation (1939-1940)

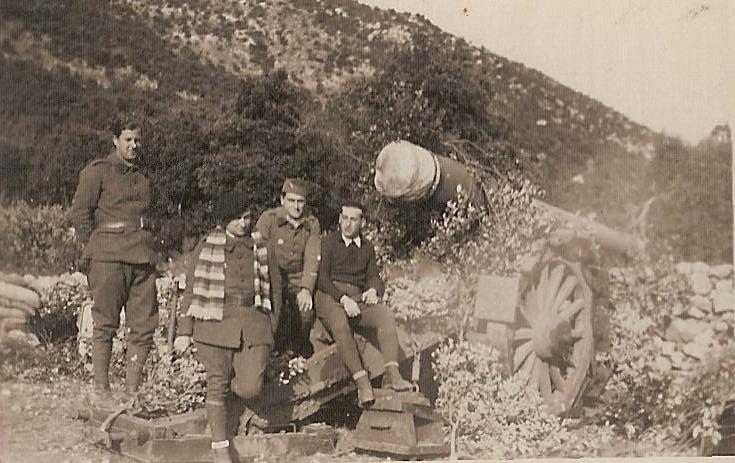
Canon de 155 L modèle 1877 de la 4e batterie, au lieu-dit Fonbonne (commune de Peille) en 1940.

À la mobilisation générale, le régiment donne naissance au 157e RAP de temps de guerre à partir du Ier et IVe groupes, au 158e RAP à partir du IIe groupe et au 167e RAP à partir du IIIe groupe.
Le 157e RAP « de temps de guerre » est réparti ainsi en juin 1940 :
- Ier groupe du 157e RAP (chef d’escadron Boifils) au sous-secteur des Corniches (du nom de la route des Corniches, autour de La Turbie) :
  - 1re batterie (deux canons de 220 mm L 1917 Schneider (en), deux de 155 mm L 1916 Saint-Chamond (en) et quatre de 155 mm L 1877) sur le mont Agel (dans le réduit et sur le plateau) ;
  - 2e batterie (quatre canons de 155 mm C Saint-Chamond et quatre de 75 mm 1897) à la Baisse-du-Pape (au nord-ouest de Sainte-Agnès) ;
  - 3e batterie (quatre canons de 105 mm L 1913, quatre de 155 mm L 1877 et quatre 155 L 1918) à La Lavinia ;Canon de 155 modèle 1877 de la 4e batterie du 157e RAP à Fontbonne, en 1940.

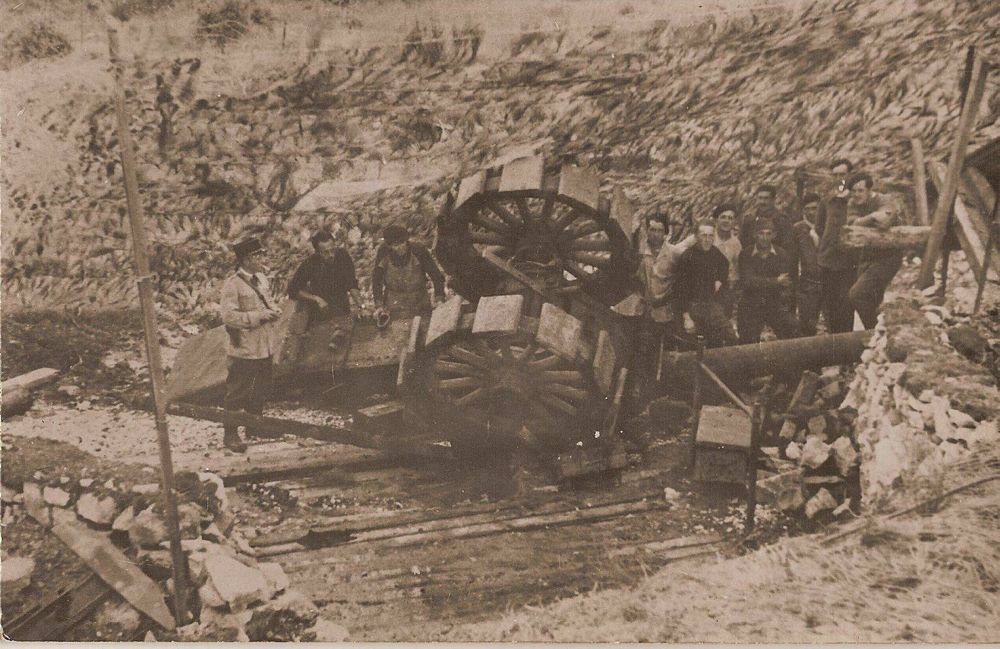
Canon de 155 modèle 1877 de la 4e batterie du à Fontbonne, en 1940.

- 2e groupe du 157e RAP (chef d’escadron Chaptal) au sous-secteur des Corniches :
  - 4e batterie (huit canons de 155 mm L 1877 et deux de 75 mm 1897) à Fontbonne ;
  - 5e batterie (douze canons de 155 mm L 1877) à Roquebrune et La Torracca ;
  - 6e batterie (cinq canons de 155 mm L 1877) au fort de la Tête-de-Chien ;
- IIIe groupe du 157e RAP (chef d’escadron Michaud) au sous-secteur des Corniches :
  - 7e batterie dans l'ouvrage de Castillon ;
  - 8e batterie dans l'ouvrage de Sainte-Agnès ;
- IVe groupe du 157e RAP (chef d’escadron Para puis chef d’escadron Diné) au sous-secteur des Corniches :
  - 10e batterie dans l'ouvrage du Mont-Agel ;
  - 11e batterie dans les ouvrages de Roquebrune et de Cap-Martin ;
- Xe groupe du 157e RAP (chef d'escadron Sauvaire) à l'organe H (défense côtière de la région de Toulon) : 
  - 13e, 14e, 15e et 16e batteries (16 canons de 120 L 1878) en défense du camp retranché de Toulon ;
- section de transport automobile (STA)[3] ;
- 111e batterie d'instruction au groupe d'instruction hippomobile 4[5].

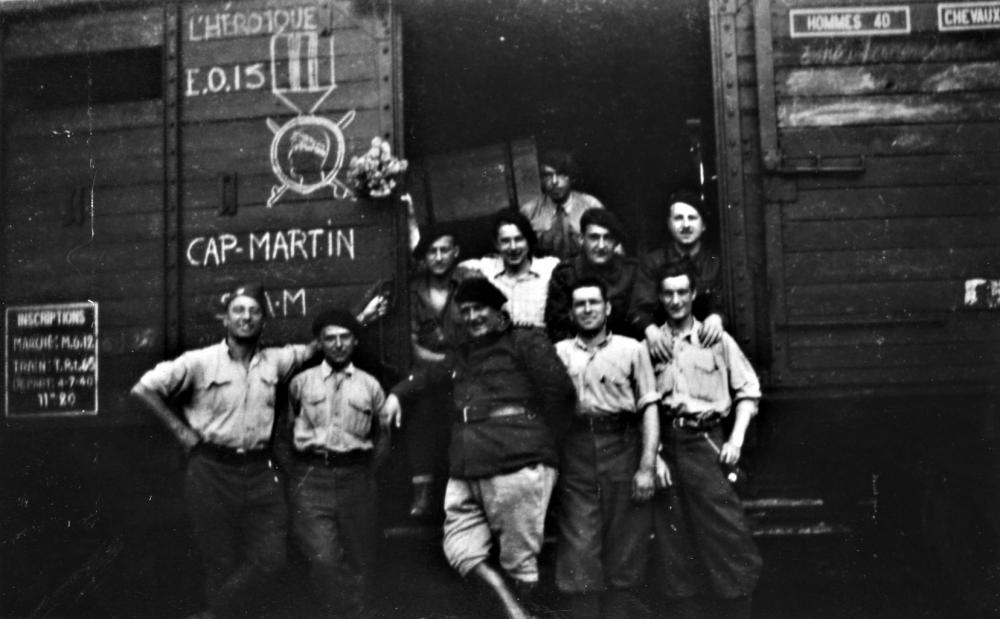
Les artilleurs de l'équipage de l'ouvrage de Cap-Martin le 4 juillet 1940 en gare de Saint-Raphaël, avant leur démobilisation.

Dès la déclaration de guerre de l'Italie à la France, le régiment participe à repousser les coups de mains italiens. Puis à partir de l'offensive générale italienne du 22 juin, il interdit par ses feux tous progrès des Italiens. Pour son action, il sera cité à l'ordre de l'armée. Il est dissous après l'armistice[réf. non conforme].

## Drapeau
Il porte, cousues en lettres d'or dans ses plis, les inscriptions suivantes :
- Kehl 1796-1797
- Dantzig 1807
- Gérone 1809
- Tarragone 1811
- Verdun 1916
- La Somme 1916
- L'Aisne 1917